# 扎布利亞克
扎布利亞克是位於蒙特內哥羅北部扎布利亞克市鎮内的城镇及行政中心。根據2003年的人口普查，扎布利亞克有人口1,937人。整个市镇有人口4,204人。扎布利亞克是巴尔干半島上海拔最高的城鎮。

## 人口
扎布利亞克人口：
- 1981年3月3日 - 1,379
- 1991年3月3日 - 1,853
- 2003年11月1日 - 1,937

族群分布（1991年人口普查）：
- 蒙特內哥羅人 (91.07%)
- 塞爾維亞人 (7.33%)
- 穆斯林 (2.03%)
- 茨岡人 (1.07%)

族群分布（2003年人口普查）：
- 塞爾維亞人 (50.26%)
- 蒙特內哥羅人 (43.03%)